# Napolitaanse Oorlog
De Napolitaanse Oorlog was een militair conflict in Italië in 1815 tussen het keizerrijk Oostenrijk en het koninkrijk Napels van Napoleon Bonapartes zwager Joachim Murat. Murat werd verslagen en gefusilleerd. Koning Ferdinand werd hersteld op de troon van Napels, dat opging in het koninkrijk der Beide Siciliën.
Het conflict wordt vaak gezien als onderdeel van de Honderd Dagen (Zevende Coalitieoorlog), de periode vanaf Napoleons terugkeer van Elba tot zijn nederlaag in de Slag bij Waterloo en verbanning naar Sint-Helena.

## Achtergrond
In januari 1799 werd het koninkrijk Napels, in het zuidelijk deel van het Italiaans schiereiland, bezet door Franse revolutionaire troepen en een Franse vazalstaat uitgeroepen, de Parthenopeïsche Republiek. De republiek was echter geen lang leven beschoren: al in juni werd Napels heroverd en koning Ferdinand op de troon hersteld. In 1805 bezetten de Fransen opnieuw Napels en vluchtte Ferdinand naar Sicilië. Napoleon plaatste in 1808 Joachim Murat en zijn vrouw Caroline Bonaparte op de troon van Napels. In de jaren hierna probeerde Murat meermaals Sicilië te veroveren, maar een Britse marineblokkade maakte dit onmogelijk.
Na Napoleons nederlaag in de Slag bij Leipzig in 1813 vluchtte Murat terug naar Napels om zijn troon te redden. Hij nam steeds meer afstand van Napoleon en sloot in 1814 zelfs een verdrag met Oostenrijk, waarbij hij zich ook aansloot bij de Zesde Coalitie tegen Napoleon. Oostenrijk kreeg ondertussen steeds meer greep op Italië. Bij het Congres van Wenen kreeg de Oostenrijkse keizer Lombardije-Venetië toebedeeld. Ook werden de pro-Oostenrijkse heersers van het groothertogdom Toscane en het hertogdom Modena en Reggio hersteld.
In 1815 besefte Murat dat zijn positie onmogelijk was geworden. Het Congres van Wenen was van plan hem van de troon te verwijderen en Ferdinand te herstellen als heerser van Napels. Zodra Murat hoorde van Napoleons plannen om te vluchten van Elba, sloot hij zich weer bij hem aan en verklaarde op 15 maart de oorlog aan Oostenrijk. Op 30 maart, in Rimini, deed Murat een verklaring uitgaan waarin hij opriep tot Italiaanse onafhankelijkheid. Murat deed een oproep aan de Italiaanse bevolking om in opstand te komen en Oostenrijk uit Italië te verdrijven, waarbij hij appelleerde aan het patriottisme van de Italianen.
Murat had, volgens de officiële cijfers, 82.000 man tot zijn beschikking, waaronder 7.000 cavaleriesoldaten en 90 kanonnen. Het werkelijke cijfer lag echter waarschijnlijk eerder rond de 50.000, omdat Murat zijn leger groter had doen lijken, in de hoop zo meer steun van de Italiaanse bevolking te krijgen. De Oostenrijkers, die Murats oorlogsverklaring hadden zien aankomen, hadden versterkingen naar Italië gestuurd en hadden bij het uitbreken van de oorlog 120.000 man tot hun beschikking.

## Verloop van de oorlog

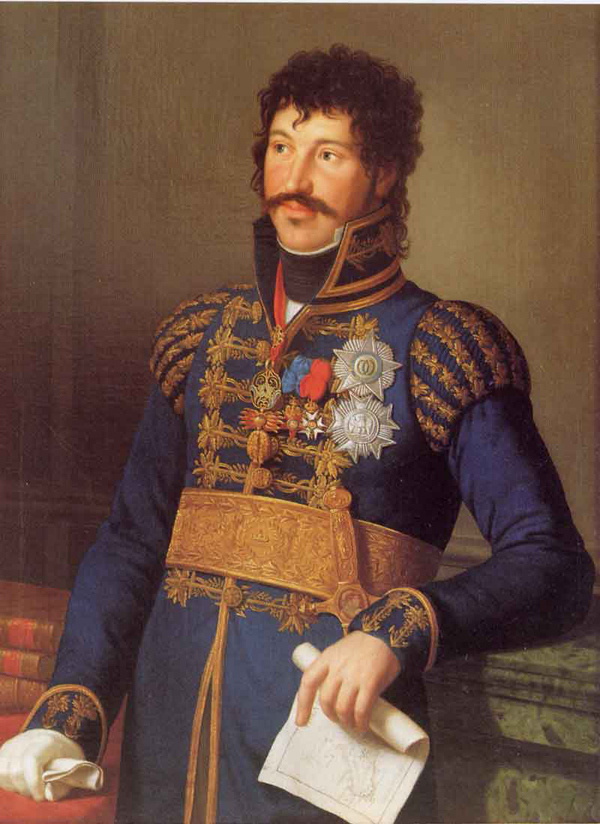
Koning Joachim Murat in 1814

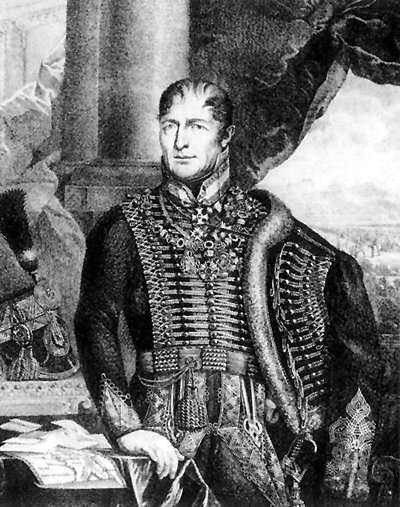
Baron Frimont, de Oostenrijkse opperbevelhebber in Italië

Murat liet een deel van zijn leger achter in Napels om een mogelijke invasie vanuit Sicilië te onderscheppen en stuurde twee divisies naar de Kerkelijke Staat, waardoor paus Pius VII naar Genua moest vluchten. Met de rest van zijn leger nam hij positie in bij Ancona en trok in de richting van Bologna. De Oostenrijkse voorhoede onder bevel van Bianchi werd teruggeslagen bij Cesena. Bianchi trok zijn troepen terug naar Modena, waardoor Murat op 3 april Bologna kon innemen. Diezelfde dag werd Bianchi opnieuw verslagen door Murat in de Slag bij de Panaro, waardoor Bianchi verder moest terugtrekken naar Borgoforte zodat de Napolitaanse troepen Modena, Carpi en Reggio Emilia konden veroveren. Murat probeerde vervolgens Ferrara in te nemen, maar het garnizoen daar verdedigde de citadel met succes, en de stad moest belegerd worden.
De twee divisies die naar de Kerkelijk Staat gestuurd waren, waren inmiddels verder naar het noorden opgerukt en hadden op 8 april Florence ingenomen, waardoor de groothertog van Toscane naar Pisa moest vluchten. Het Oostenrijkse garnizoen in Florence, onder bevel van generaal Nugent, trok zich terug naar Pistoia. De Napolitaanse troepen zetten de achtervolging in, maar met versterkingen kon Nugent de Napolitanen een halt toeroepen.
Murat probeerde ondertussen de Po over te steken bij Occhiobello. Hij hoopte dat zijn inval in Oostenrijks Italië een populaire opstand zou ontketenen. De Oostenrijkse verdediging bij Occhiobello bleek echter te sterk voor Murat. Na twee dagen (8-9 april) was de Slag bij Occhiobello verloren en moest Murat zich terugtrekken naar defensieve posities langs de Po om een Oostenrijkse tegenaanval af te wachten. Ondertussen had ook Groot-Brittannië de oorlog aan Murat verklaard en een vloot naar de Middellandse Zee gestuurd.
Op 12 april werden de Napolitanen verslagen na hevige gevechten in de Slag bij Casaglia en moesten het beleg van Ferrara afbreken en terugtrekken naar Bologna. Op 14 april werd die stad weer ingenomen door de Oostenrijkers, en in het westen werd een dag later Florence weer terugveroverd.
Met een invasie van Frankrijk in aantocht werd een grote Oostenrijkse troepenmacht naar het noorden gedirigeerd, waardoor de Oostenrijkse bevelhebber in Italië, baron Frimont, nog zo'n 35.000 man tot zijn beschikking had, verdeeld over twee corpsen. Murat had zich inmiddels teruggetrokken naar Ancona, waar hij eind april weer verenigd werd met de twee divisies die naar de Kerkelijke Staat gestuurd waren. Hij hoopte de twee Oostenrijkse corpsen afzonderlijk te verslaan en stuurde daarom een divisie onder bevel van Caroscosa om het corps onder bevel van Neipperg staande te houden terwijl hij zelf met het corps van Bianchi zou afrekenen. Op 2-3 mei werd de Slag bij Tolentino uitgevochten, die onbeslist bleef tot Murat het nieuws ontving dat Neipperg in de Slag bij Scapezzano Caroscosa verslagen had en nu het slagveld van Tolentino naderde. Murat gaf het bevel tot terugtrekking, die al snel veranderde in een chaotische vlucht. Met de troepen van Nugent nu ook in aantocht, was de Napolitaanse zaak geheel verloren.
Murat vluchtte naar Corsica en later naar Cannes, vermomd als zeeman aan boord van een Deens schip. Op 20 mei sloten de achtergebleven Napolitaanse generaals het Verdrag van Casalanza met Oostenrijk en Groot-Brittannië, waarbij Ferdinand op de Napolitaanse troon hersteld werd. De generaals mochten hun rang behouden en de grenzen van het koninkrijk Napels bleven onveranderd. Op 23 mei namen Oostenrijkse troepen de stad Napels in. Alleen de Napolitaanse garnizoenen van Ancona, Pescara en Gaeta bleven weerstand bieden, maar gaven zich uiteindelijk op. Gaeta bleef het langst volhouden: na een maandenlang beleg gaf het garnizoen zich pas in augustus op.
Murat landde op 8 oktober in Pizzo met 28 man in een laatste poging zijn troon te redden, in de hoop dat hij dezelfde juichende ontvangst zou krijgen als Napoleon had gekregen bij zijn terugkomst uit Elba. Hij werd echter al snel gevangengenomen door troepen van Ferdinand. Vijf dagen later werd hij gefusilleerd.

## Nasleep
In 1816 werden Napels en Sicilië formeel verenigd tot het Koninkrijk der Beide Siciliën onder koning Ferdinand I. Het koninkrijk, de grootste staat van het Italiaanse schiereiland, zou blijven bestaan tot de vereniging van Italië (de Risorgimento) in 1861.
Hoewel Murat geen patriottische beweging in Italië had weten te ontketenen, stimuleerde zijn verklaring in Rimini en oorlog tegen Oostenrijk wel het Italiaans nationalisme en tegenstand tegen Oostenrijkse overheersing. Volgens veel historici was de verklaring van Rimini het beginpunt van de discussie over Italiaanse eenwording, die uitmondde in de onafhankelijkheidsoorlogen tegen Oostenrijk (1844-1866) en de geboorte van het huidige verenigde Italië.